# Яанипеэбу
Я́анипеэбу (эст. Jaanipeebu), ранее Я́нипебу — деревня в волости Рыуге уезда Вырумаа, Эстония.

## География и описание
Расположена в 13 км к юго-западу от уездного центра — города Выру. На севере граничит с волостным центром — посёлком Рыуге. Высота над уровнем моря — 146 метров.
Климат умеренный. Официальный язык — эстонский. Почтовый индекс — 66221.

## Население
По переписи населения 2021 года, в Яанипеэбу насчитывалось 16 жителей, их них 14 (87,5 %) — эстонцы.
По данным переписи населения 2011 года, в деревне проживал 21 человек, все — эстонцы.
Численность населения деревни Яанипеэбу по данным переписей населения:
| Год  | 1959 | 1970 | 2000 | 2011 | 2021 |
| ---- | ---- | ---- | ---- | ---- | ---- |
| Чел. | 36   | ↘ 32 | ↘ 21 | → 21 | ↘ 16 |

## История
Впервые упоминается в 1765 году (Dorf Jani Peepo). В 1839 году упоминается как Janipebu. 
На военно-топографических картах Российской империи (1846–1867 годы), в состав которой входила Эстляндская губерния, деревня обозначена как Янипе.

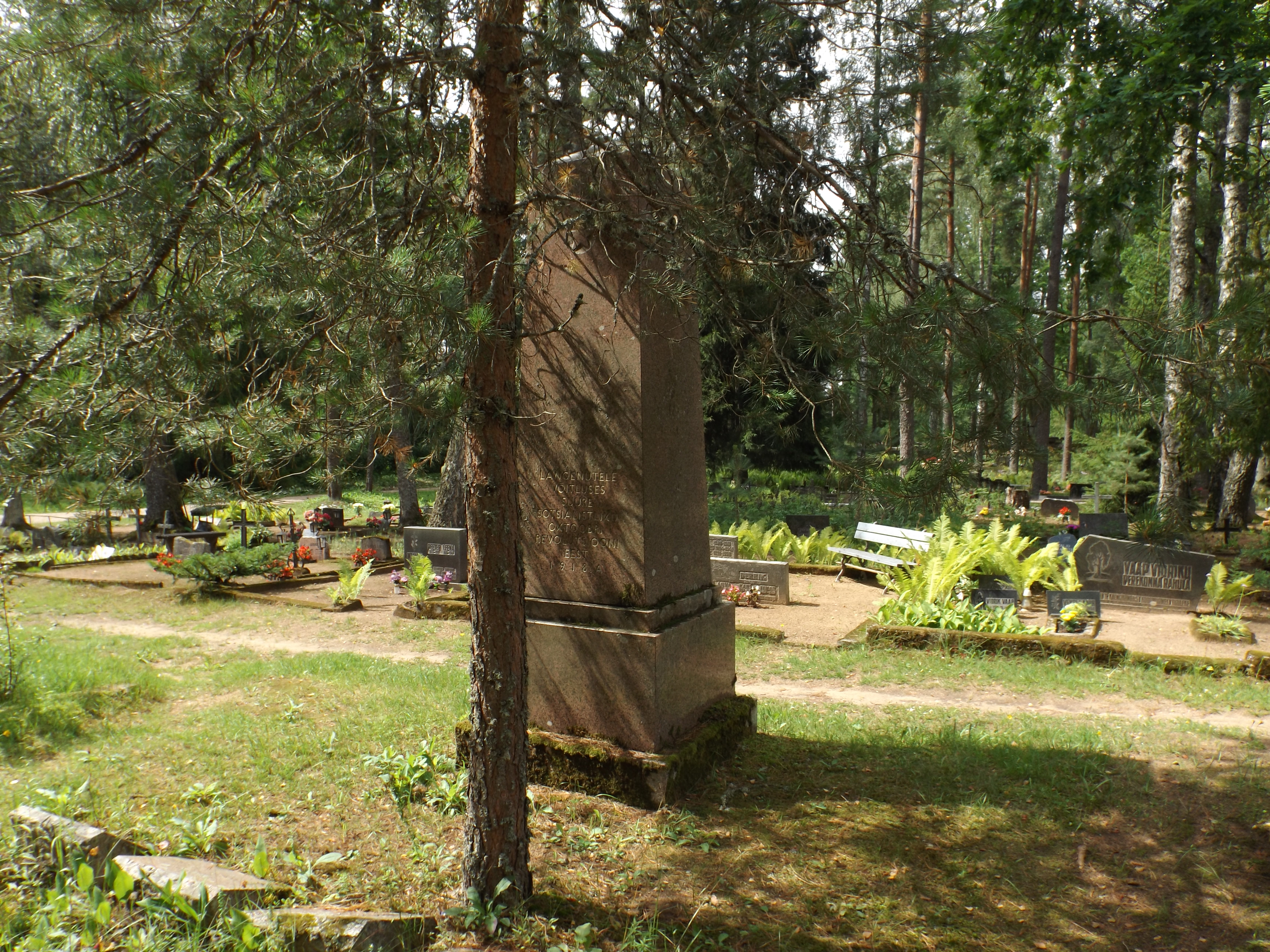
Братская могила жертв террора в Яанипеэбу

В первой половине XX века в Яанипеэбу находился волостной дом Рыуге (управа Раугеской волости). На территории деревни располагается кладбище Яани-Пеэбу, которое внесено в Государственный регистр памятников культуры Эстонии как .
В 1977—1997 годах Яанипеэбу была частью деревни Рууга. 
В 1950 году на расположенной на территории деревни братской могиле жертв белого террора (исторический памятник с 17 июня 1997 года до 29 ноября 2024 года), был установлен памятник с надписью «Павшим в борьбе за Великую Октябрьскую социалистическую революцию». Здесь похоронены расстрелянные в 1918 году советские активисты братья Фридрих (Friedrich) и Оскар (Oskar) Леэгены (Leegen) и другие революционеры. В протоколе рабочей группы по советским памятникам при Госканцелярии Эстонии от 30 ноября 2022 года памятник признан т. н. «нейтральным», т. е. не подлежащим демонтажу или замене. Могила находится на кладбище Яани-Пеэбу.

## Комментарии
1. ↑  Эстонские топонимы, оканчивающиеся на -а, не склоняются и не имеют женского рода (исключение — Нарва)[15].